# 16946 Farnham
16946 Farnham (1998 HJ51) là một tiểu hành tinh vành đai chính được phát hiện ngày 25 tháng 04 năm 1998 bởi Chương trình nghiên cứu đối tượng gần Trái Đất của đài thiên văn Lowell (LONEOS).